# Vranov (okres Tachov)
Vranov (německy Wranowa) je obec v okrese Tachov v Plzeňském kraji. Vesnice leží dva kilometry severovýchodně od Stříbra. Žije zde 207 obyvatel.

## Historie
První písemná zmínka o vesnici pochází z roku 1231.
Před první světovou válkou u vesnice býval černouhelný důl, ve kterém se na čtyřech důlních měrách těžily dvě sloje ve hloubkách dvanáct a šestnáct metrů. Důl byl roku 1914 uzavřen.

## Obyvatelstvo
| Rok            | 1869 | 1880 | 1890 | 1900 | 1910 | 1921 | 1930 | 1950 | 1961 | 1970 | 1980 | 1991 | 2001 | 2011 | 2021 |
| -------------- | ---- | ---- | ---- | ---- | ---- | ---- | ---- | ---- | ---- | ---- | ---- | ---- | ---- | ---- | ---- |
| Počet obyvatel | 294  | 283  | 317  | 325  | 331  | 304  | 284  | 211  | 282  | 196  | 158  | 127  | 128  | 153  | 191  |
| Počet domů     | 44   | 54   | 57   | 58   | 59   | 54   | 61   | 53   | 62   | 50   | 43   | 42   | 53   | 58   | 68   |

## Obecní správa
Mezi lety 1850–1880 patřil Vranov jako osada obce k Sulislavi v okrese Stříbro. V letech 1880–1976 byl obcí v okrese Stříbro (1880–1950) a později v okrese Tachov. Od 30. dubna 1976 do 31. prosince 1991 patřil jako část města k Stříbru a od 1. ledna 1992 je opět samostatnou obcí.

### Části obce
- Svinná
- Vranov

### Obecní symboly
Znak a vlajka byly obci uděleny rozhodnutím předsedkyně Poslanecké sněmovny Parlamentu České republiky dne 24. února 2011.

## Pamětihodnosti
- Kříž při cestě k Butínu